# Leite de coco

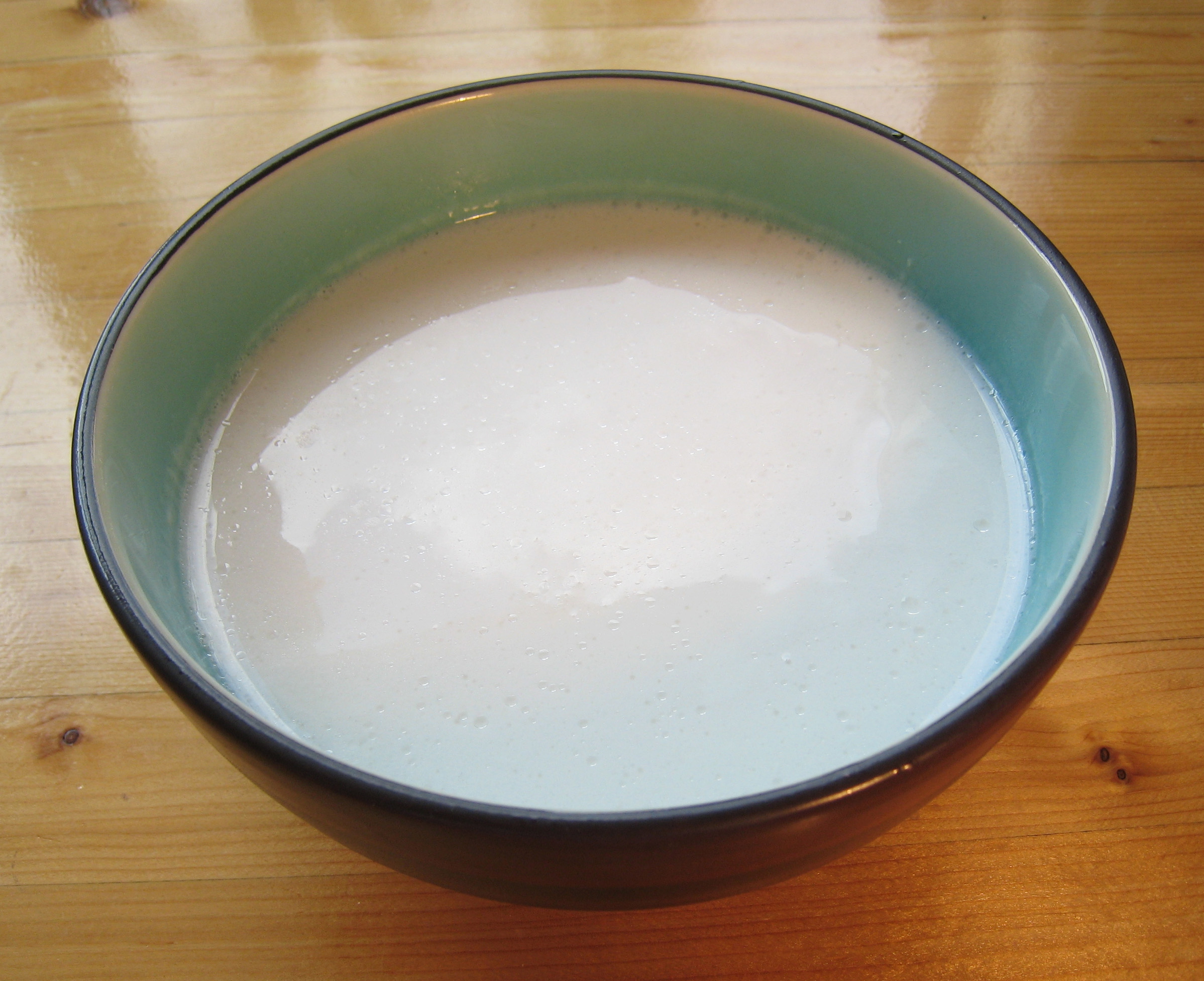
Tigela com leite de coco

O leite de coco é um produto obtido a partir da trituração e prensagem das amêndoas ou polpa albuminosa do coco maduro, não devendo ser confundido com água de coco. É largamente usado para fins culinários, como nas indústrias de laticínios, sorvetes, doces, iogurtes e biscoitos, destacando-se como sendo, em termos de composição de ácidos graxos, o mais semelhante ao leite materno das fêmeas dos mamíferos humanas.
O leite de coco é um ingrediente alimentar muito popular usado no sudeste da Ásia, Sul da Ásia, China meridional, Caribe e Brasil. A cor e o sabor do leite de coco podem ser atribuídas ao elevado teor de óleo. Além disso, é um produto rico em gordura saturada, além de conter vitamina C, B1, B3, B5 e B6, cálcio, selênio, magnésio, fósforo, ferro, potássio, cobre, zinco e manganês e ainda proteína, arginina e ácido láurico.